# Flueggea virosa
Espèce
Classification phylogénétique
Flueggea virosa, ou Flueggea acidoton, Phyllanthus virosus, Securinega virosa, Flueggea microcarpa, Securinega microcarpa, est une espèce de plantes à fleurs du genre Flueggea et de la famille des phyllanthacées.

## Description

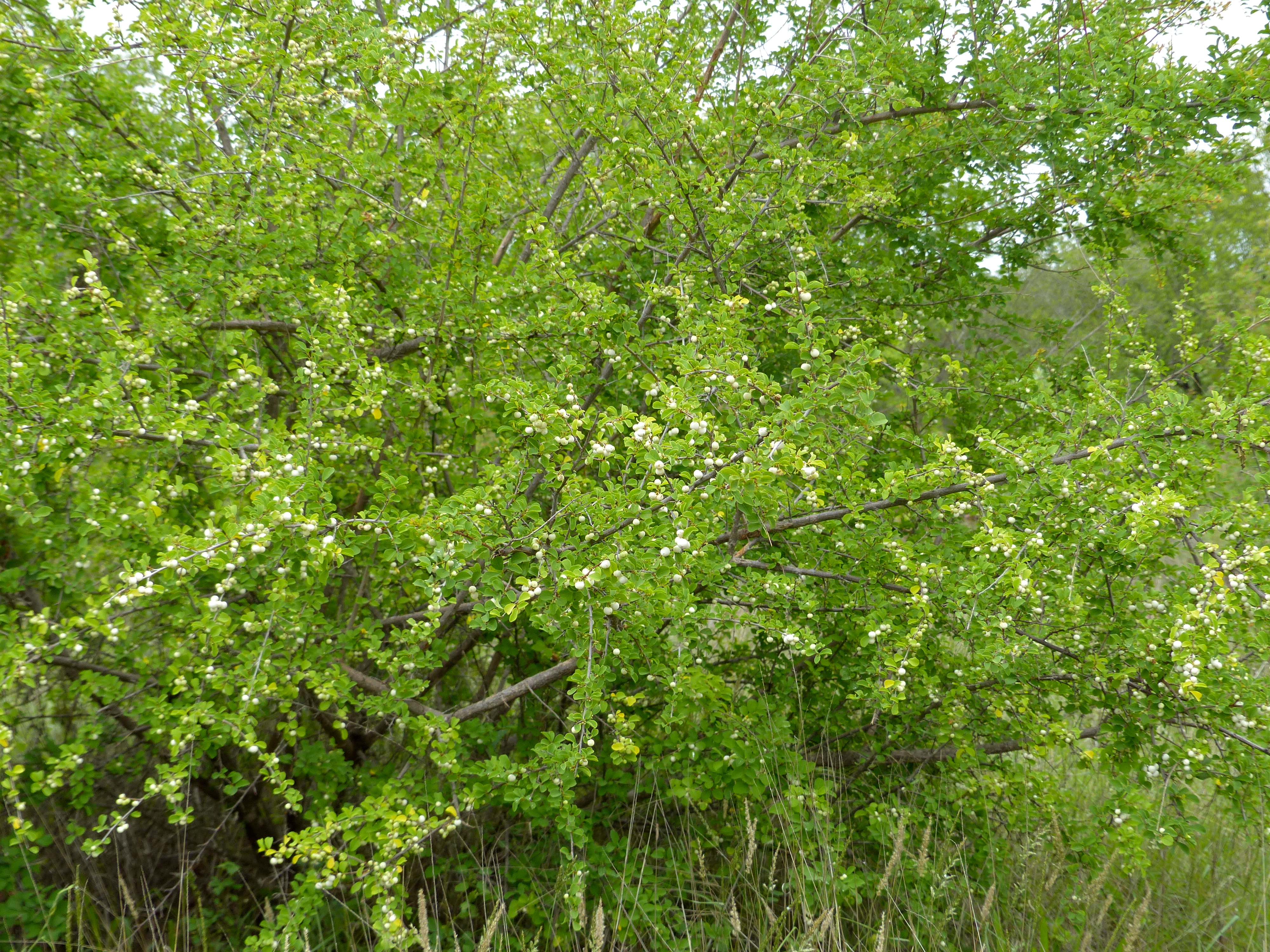
Arbuste (Parc national Kruger, en Afrique du Sud).
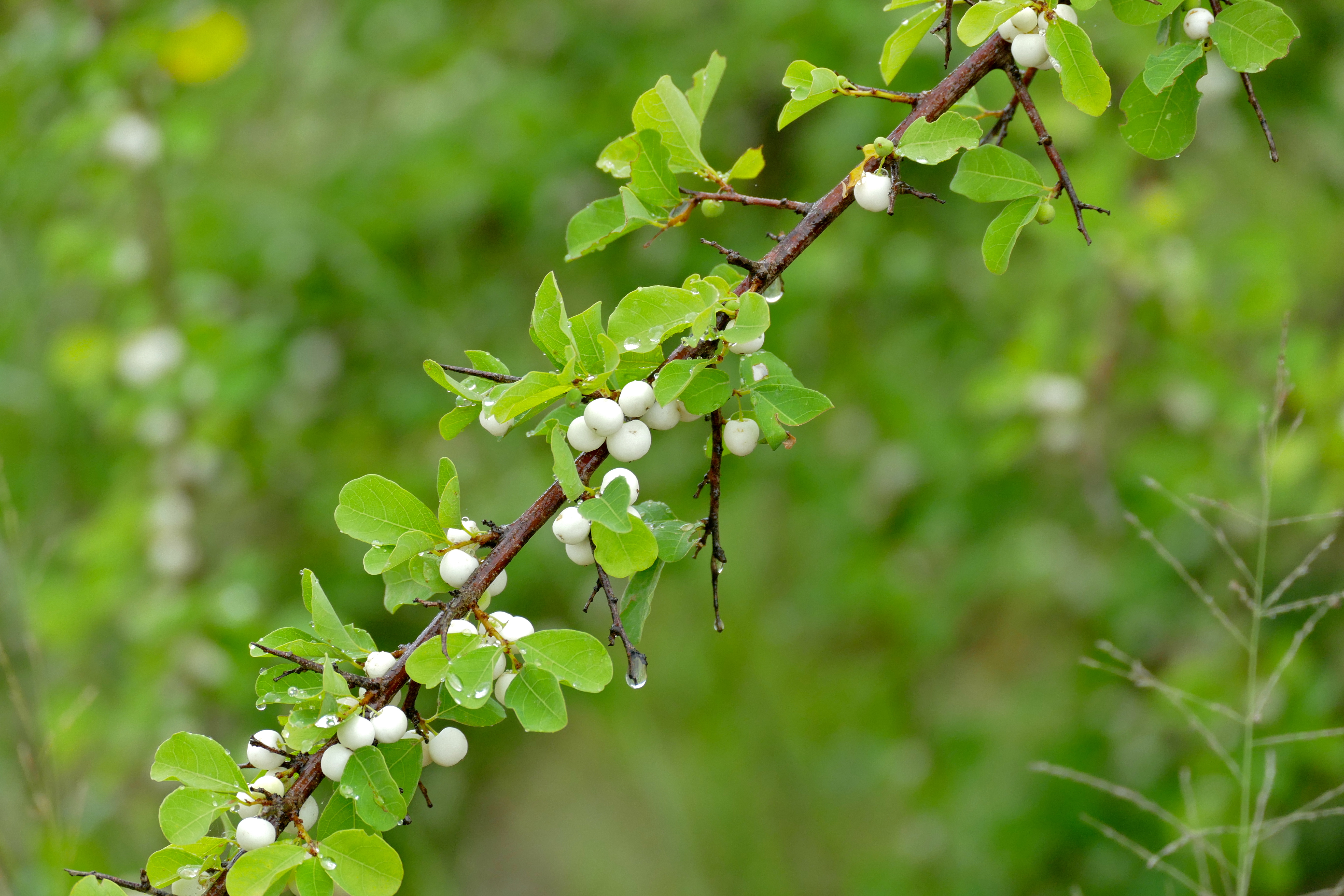
Fruits.
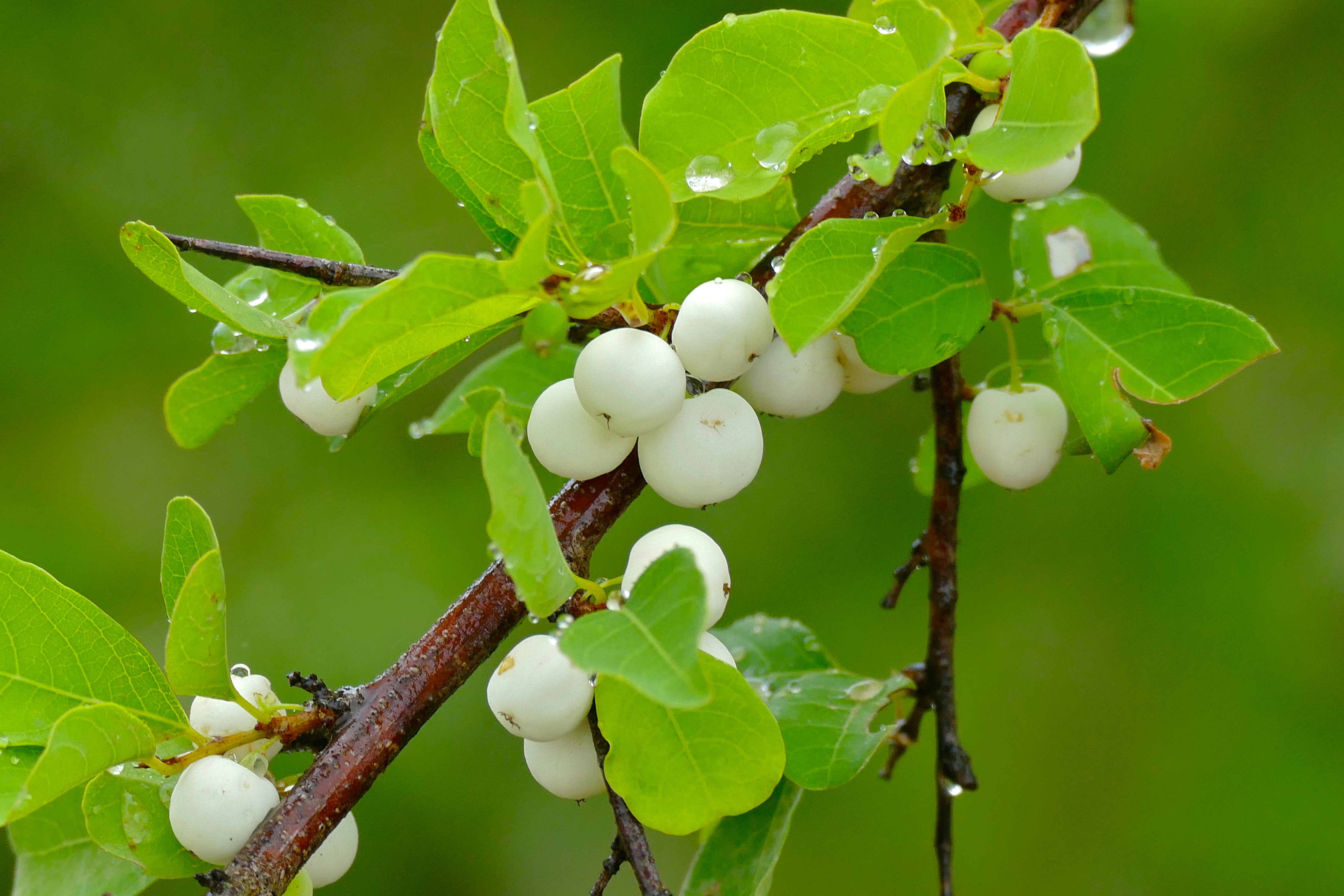
Fruits.

## Taxinomie

### Sous-espèces
Elle comprend plusieurs sous-espèces et variétés distinctes :
- Flueggea virosa aridicola ;
- Flueggea virosa himalaica ;
- Flueggea virosa melanthesoides ;
- Flueggea virosa reticulata ;
- Flueggea virosa virosa.